# Budești, Arad
Budești este un sat în comuna Pleșcuța din județul Arad, Crișana, România.

## Lăcașuri de cult
- Biserica de lemn Înălțarea Domnului.